# Гриценко, Фёдор Гаврилович
Фёдор Гаврилович Гриценко (11 ноября 1914, Великое, Харьковская губерния — 2 октября 2007, Харьков) — советский военнослужащий, участник Великой Отечественной войны, командир сапёрного отделения 185-го гвардейского стрелкового полка 60-й гвардейской стрелковой дивизии 6-й армии 3-го Украинского фронта, командир отдельного сапёрного взвода 185-го гвардейского стрелкового полка 60-й гвардейской стрелковой дивизии 5-й ударной армии 3-го Украинского фронта, помощник командира сапёрного взвода 185-го гвардейского стрелкового полка 60-й гвардейской стрелковой дивизии 5-й ударной армии 1-го Белорусского фронта, гвардии сержант, полный кавалер ордена Славы.

## Биография
Родился 11 ноября 1914 года в селе Великое Ново-Бурлуцкой волости Волчанского уезда Харьковской губернии (сейчас село называется Великие Хутора и относится к Купянскому району Харьковской области), в семье крестьянина. В 1934 году окончил школу при Харьковском тракторном заводе, работал слесарем-инструментальщиком. С 1936 по 1938 год проходил службу в Красной армии. С начала Великой Отечественной войны до 1943 года работал в эвакуации на Урале на танковом заводе.
Призван в армию с марта 1943 года. Воевал на Юго-Западном фронте, 3-м Украинском и 1-м Белорусском фронтах. Участвовал в освобождении Харьковской, Днепропетровской и Запорожской областей. Принимал участие в форсировании Днепра и ликвидации Никопольского плацдарма. Также участвовал в Березнеговато-Снегирёвской, Одесской и Ясско-Кишинёвской операциях, в боях за Берлин.
25-26 ноября 1943 года командир сапёрного отделения 185-го гвардейского стрелкового полка 60-й гвардейской стрелковой дивизии гвардии младший сержант Гриценко переправил пулемётную роту с вооружением и боеприпасами через Днепр в районе села Разумовка Запорожского района Запорожской области, вместе с бойцами отделения проделал для роты проход в минном поле противника. Завоёванный плацдарм явился отправной точкой для дальнейшего наступления войск дивизии на Никопольском направлении. За свой подвиг приказом по 6-й армии от 7 декабря 1943 года гвардии младший сержант Гриценко Фёдор Гаврилович был награждён орденом Славы 3-й степени.
После освобождения Одессы, уже в составе 5-й ударной армии в апреле 1944 года дивизия, в которой служил Гриценко, переправилась на Днестровский плацдарм и сосредоточилась южнее города Дубоссары. Здесь она держала оборону до августа 1944 года. Летом 1944 года командир отдельного сапёрного взвода гвардии сержант Гриценко установил на правом берегу реки Днестр до 600 противотанковых и противопехотных мин. Перед началом Ясско-Кишинёвской операции для сапёров началась интенсивная боевая работа — нужно было проделать проходы во вражеских минных полях. За 2 дня до наступления, в ночь на 18 августа 1944 года, восточнее города Кишинёв взвод Гриценко сделал проход в минном поле, который был использован штурмовым батальоном полка при прорыве вражеской обороны. 23 августа 1944 года Гриценко с отделением устранил повреждение моста на подступах к Кишинёву, что дало возможность стрелковым подразделениям завязать уличные бои непосредственно в городе. Приказом по 5-й ударной армии от 31 августа 1944 года гвардии сержант Гриценко Фёдор Гаврилович награждён орденом Славы 2-й степени.
После ликвидации окружённой вражеской группировки в Молдавии 5-ю ударную армию в полном составе перебросили на 1-й Белорусский фронт, где она сосредоточилась на Магнушевском плацдарме на Висле. Здесь перед началом Висло-Одерской операции в январе 1945 года у сапёрного взвода Гриценко была та же работа — снятие вражеских мин и проделывание проходов для штурмового батальона. В начале февраля 1945 года дивизия захватила плацдарм на реке Одер севернее крепости Кюстрин, который необходимо было не только удержать, но и соединить с плацдармом соседней 8-й гвардейской армии. Сапёры устанавливали противотанковые и противопехотные мины на всех тактически опасных направлениях. Помощник командира сапёрного взвода Гриценко в ходе обороны на берегу реки Одер вместе с бойцами установил более 1500 противотанковых и противопехотных мин. 16 апреля 1945 года началась Берлинская операция. Прорвав вражескую оборону и освобождая пригороды Берлина, 22 апреля подразделения 5-й ударной армии завязали бои непосредственно на улицах, пробиваясь к центру с западных окраин. Путь штурмовым группам преграждало серьёзное препятствие — река Шпрее. Гвардии сержант Гриценко участвовал в разведке мест переправы через Шпрее, и с первой штурмовой группой очутился на вражеской набережной. В последних числах апреля 1945 года участвовал в боях за немецкие правительственные здания. Указом Президиума Верховного Совета СССР от 15 мая 1946 года за мужество и отвагу, проявленные в боях на реке Одер и за Берлин, гвардии сержант Гриценко Фёдор Гаврилович был награждён орденом Славы 1-й степени (№ 3113) и стал полным кавалером ордена Славы.
В ноябре 1945 года Фёдор Гаврилович Гриценко демобилизовался. Жил в Харькове. Работал механиком цеха на Харьковском тракторном заводе. Умер 2 октября 2007 года. Похоронен на Аллее Героев Харьковского кладбища № 2.

## Награды
- Орден Славы I степени (15 мая 1946, № 3113);
- орден Славы II степени (31 августа 1944);
- орден Славы III степени (7 декабря 1943);
- Орден Отечественной войны I степени;
- Орден Красной Звезды;
- медали[1].

## Семья
Дочь — Любовь Фёдоровна, проживает в Харькове.